# محمد سعيد الأمجد
محمد سعيد الأمجد (1967 -) هو كاتب وشاعر و إعلامي عراقي.

## حياته ونشأته
- ولد في بغداد سنة 1967، وأكمل دراسته الأكاديمية فيها.

## سيرته ومناصب
- عضو الاتحاد الادباء الشباب عام 1988م.
- دكتوراه في الفلسفة الإسلامية والفكر المعاصر عام 2005.
- عضو مؤسس في رابطة الكتاب والصحفيين العراقيين ومدير التحرير لمجلة الجوار التاريخي.
- له مجموعة من النشاطات في الاعلام المرئي وانتاج البرامج في الإذاعة والتلفزيون حتى عين مديرا للإنتاج في فضائية آفاق.
- ومستشارا اعلاميا لاذاعة القرآن الكريم.
- ومسؤولا للمكتب الاعلامي في تجمع عراق المستقبل.
- استضيف كثيرا في البرامج الثقافية والفكرية، وشارك في كثير من المؤتمرات كتابة في موضوعاتها وإدارة لها، وله شهادات تقديرية منها. وحاضر في كثير من الدورات الاعلامية التي تقيمها المؤسسات الثقافية داخل وخارج العراق.
- مارس كتابة المقال والبحث والدراسة وتأليف الكتب وتأسيس المنتديات ومنح عدة شهادات تقديرية لنشاطه الثقافي. وله الكثير من المقالات والبحوث المنشورة في الجرائد والمجلات العربية الصادرة في المهجر.
- عين محررا في مجلة الوحدة فكتب في مجال (النقد والأدب، والحداثة، العقلانية، المجتمع الإسلامي، العولمة، نهاية التاريخ، اسلمة العلوم، الالسنيات واشكاليات المجتمع العربي والإسلامي، التعددية، وغير ذلك).
- تسلم مسؤولية الصفحة الثقافية في جريدة البينة عند عودته إلى الوطن عام 2004م. وشغل عضوية هيئة تحرير مجلة (الملتقى) الفصلية الصادرة في بغداد، ورئاسة تحرير مجلة النهج العلمية فترة من الزمن.

## مؤلفاته
1. الحسين الشهيد رؤية حضارية (رسالة ماجستير).
2. الفكر الاصلاحي، بيروت.
3. الابداع للنص والانتماء للأرض، كندا.
4. رذاذ الحدائق والأحداق، مجموعة شعرية، المكتبة الأدبية المختصة.
5. المستقبلية الإسلامية، أطروحة دكتوراة.
6. التراث والمجتمع العراقي الحديث، بغداد.
7. العلمانية: الامتداد والتشكل، بغداد.
8. الوعي بالمستقبل، بغداد.
9. الحداثة والفكر الاصلاحي، بغداد.
10. نهاية التاريخ والمنجز الحضاري، بغداد.